# The Big Sister
The Big Sister è un film muto del 1916 diretto da John B. O'Brien. Fu uno dei primi film interpretati da Mae Murray.

## Trama
Sfuggiti a Nifty Mendez, un mercante di schiavi che ha incastrato il loro padre, Betty Norton e il fratello minore Jimmy stanno scappando quando il ragazzo viene investito da un'auto che gli frattura una gamba. Il conducente, Rodney Channing insiste per ospitare da lui Jimmy durante la convalescenza e così, frequentando la bella Betty, si innamora di lei e la coppia comincia a pianificare un futuro insieme.
Ma Mendez, venuto a sapere della cosa, minaccia la ragazza, il cui padre è in prigione: se non pagherà il suo silenzio, lui rivelerà il passato di lei al promesso sposo, mandando a monte le nozze. Betty, però, non cede al ricatto: scrive lei stessa una lettera a Rodney dove gli racconta la sua storia e, poi, fugge via.
Quando Mendez viene ucciso in un regolamento di conti, Betty è libera. Rodney, che la stava cercando, finalmente la ritrova: a lui non importa niente di suo padre, vuole solo lei. Ai due si spalancano le porte di un avvenire radioso.

## Produzione
Il film fu prodotto dalla Famous Players Film Company.

## Distribuzione
Distribuito dalla Famous Players-Lasky Corporation e Paramount Pictures, il film uscì nelle sale cinematografiche USA il 7 settembre 1916.
Non si conoscono copie ancora esistenti della pellicola che viene considerata presumibilmente perduta.